# Hexatoma (Eriocera) optabilis
Hexatoma (Eriocera) optabilis is een tweevleugelige uit de familie steltmuggen (Limoniidae). De soort komt voor in het Oriëntaals gebied.